# Gao Yang (Snookerspieler)
Gao Yang (chinesisch 高阳, Pinyin Gāo Yáng; * 5. September 2004) ist ein chinesischer Snookerspieler aus Anhui, der sich 2020 und 2025 durch den Gewinn von Turnieren der WSF Championship für die Profitour qualifizierte.

## Karriere
Gao nahm im Jahr 2018 an der WSF Championship, wo er die erste Hauptrunde erreichte und sich in dieser Steve Mifsud geschlagen geben musste, sowie 2019 an der U21-Snooker-Asienmeisterschaft teil, bei der er die Gruppenphase ohne eine einzige Niederlage überstand, jedoch im Viertelfinale gegen den Thailänder Narongdat Takantong ausschied. Im selben Jahr zog er ins Finale der U21-Amateurweltmeisterschaft ein, verlor aber gegen seinen Landsmann Jiang Jun. Kurze Zeit später schied er sowohl bei der U21-Amateurweltmeisterschaft als auch bei der Amateurweltmeisterschaft im Six-Red-Snooker im Achtelfinale aus. Zudem konnte er durch eine Wildcard an den World Open teilnehmen, bei denen er in der Qualifikation sein Auftaktmatch gegen Lu Ning verlor, wobei er aber gleichwohl mit einem 61er-Break sein bisher höchstes Break auf professioneller Ebene spielte.
2020 nahm er an den WSF Junior Open teil, überstand dort als Zweiter seiner Gruppe die Gruppenphase und zog später ins Finale ein, das er mit einem 5:2-Sieg über Sean Maddocks gewann. Zuvor hatte Gao unter anderem den Schotten Dean Young und seinen Landsmann Wu Yize besiegt. Dadurch qualifizierte sich der zu diesem Zeitpunkt erst 15-jährige Chinese für die Profi-Saisons 2020/21 und 2021/22.
Die beiden Profisaisons waren allerdings gekennzeichnet von frühen Niederlagen. Gao konnte lediglich knapp ein Drittel seiner Profispiele gewinnen und schied bei den meisten Turnieren spätestens in der Runde der letzten 64 aus – was bei fast allen Profiturnieren gerade einmal die zweite Runde war. Lediglich beim German Masters 2022 konnte er die Runde der letzten 32 erreichen, gab dann aber aus unbekannten Gründen auf. Während der gesamten zwei Jahre war Platz 72 seine höchste Platzierung auf der Snookerweltrangliste. Am Ende befand er sich auf Platz 74, womit er eine direkte Qualifikation für die nächste Saison verpasste. Zwar versuchte der junge Chinese anschließend sein Glück bei der Q School, hatte dort aber keinen Erfolg. Dadurch wurde er im Sommer 2022 wieder zum Amateur.

## Erfolge
| Ausgang         | Jahr | Turnier                           | Finalgegner   | Ergebnis |
| --------------- | ---- | --------------------------------- | ------------- | -------- |
| Amateurturniere |      |                                   |               |          |
| Zweiter         | 2019 | IBSF U18-Snookerweltmeisterschaft | Jiang Jun     | 2:5      |
| Sieger          | 2020 | WSF Junior Open                   | Sean Maddocks | 5:2      |
| Sieger          | 2025 | WSF Championship                  | Brian Cini    | 5:3      |